# Léon Dufourmentel
Léon Baptiste Henri Dufourmentel, né le 18 mars 1884 à Senlis et mort le 29 juillet 1957, est un chirurgien français, spécialisé dans la chirurgie maxillofaciale, chef de file de la chirurgie reconstructrice. 

## Biographie
Fils d'un négociant, Léon Dufourmentel devient interne des hôpitaux de Paris, puis chef de clinique de la faculté de médecine de Paris. Il est le gendre de l'anatomiste Pierre Sebileau et le père du chirurgien plasticien Claude Dufourmentel (en) (ancien chef de service à l'Hôpital Saint-Louis) et de Philippe Dufourmentel (ancien chef de service d’otorhinolaryngologie des Hôpitaux de la région parisienne ) et Gérard Dufourmentel chirurgien (chef de service à l’hôpital de Vichy).
Pendant la Première Guerre mondiale, il est chargé de soigner des Gueules cassées, et, étant à l'origine de la création d'unités de chirurgie maxillofaciale, il trouve un procédé permettant de combler les trous de chair : il prélevait un lambeau de cuir chevelu (appelé lambeau Dufourmentel) sur le crâne des patients et les greffait essentiellement au niveau du menton. Il n’y avait, de ce fait, pas de rejet possible. Il a le premier l'idée d'utiliser des inclusions prothétiques vers 1930 - des implants d'ivoire, de caoutchouc au niveau du nez.

## Œuvres et publications
- La Loi de Semon-Rosenbach dans les paralysies récurrentielles, 1914.
- La Chirurgie faciale aux États-Unis.
- Chirurgie d'urgence des blessures de la face et du cou, 1918, avec le docteur Flavien Bonnet-Roy.
- Reconstitution du massif maxillaire inférieur. In: La Revue Maxillo-Faciale N°7 - juillet 1919
- Diagnostic, traitement et expertise des séquelles des blessures et des accidents des régions maxillo-faciales: traitements chirurgicaux, 1922, avec le docteur Léon Frison, publié par Baillière.
- Le rictus - journal humoristique médical - N°04, septembre 1924. Biographie du docteur Léon Dufourmentel par Portmann, biographie du docteur Georges Portmann (de Bordeaux) par L. Dufourmentel
- Chirurgie de l'articulation temporo-maxillaire, 1929.
- Chirurgie réparatrice et correctrice des téguments et des formes, 1939.
- Léon Dufourmentel. Introduction à la chirurgie constructive : Essai sur l'art et la chirurgie, 1946.
- Les Complexes esthétiques et la Chirurgie, 1957.